# Пармська обитель (фільм)
«Пармська обитель» («Пармський монастир») (фр. La Chartreuse de Parme) — французький-італійський фільм-драма 1947 року, поставлений режисером Крістіан-Жаком за однойменним романом Стендаля 1839 року з Жераром Філіпом та Рене Фор у головних ролях.

## Сюжет
Парма живе під тиранією князя Ернесто. Фабриціо дель Донго (Жерар Філіп), племінник Сансеверини (Марія Казарес) — коханки першого міністра графа Москі, — заарештований і поміщений у вежу Фарнезе. Приводом для арешту стало випадкове вбивство імпресаріо акторської трупи, а Фабриціо залицявся до однієї з артисток. Справжні ж мотиви його арешту пов'язані з політикою і особистими рахунками. Фабриціо — ліберал, що виступає проти диктатури, яка панує в Пармі. До того ж князь, що з деяких пір відвідує Сансеверину, невдоволений тією полум'яною турботою, з якою вона ставиться до племінника. Князь бачить в цьому арешті засіб для шантажу, аби добитися її прихильності.
Фабриціо засуджений до 20 років ув'язнення. З камери він помічає дочку коменданта фортеці Клелію (Рене Фор), і вперше в житті відчуває, що закохався по-справжньому. Начальник поліції Рассі наказує тюремникові, жертві мерзотного шантажу, потихеньку отруїти ув'язненого. За його розрахунками, після смерті Фабриціо Сансеверина покине Парму, а слідом за нею — і граф Моска, і Рассі, таким чином, зможе стати Першим міністром. Клелія, яка кохає Фабриціо, дізнається, що його готуються убити. Разом з Сансевериною і полум'яним анархістом Ферранте Паллою вона готує для Фабриціо втечу. Але, опинившись далеко від Клелії, Фабриціо сумує. Він починає бродити навколо фортеці та знову потрапляє під арешт. Між тим, Клелія, присягнувшись Мадонні ніколи більше не бачитися з Фабриціо, якщо його втеча вдасться, вже погодилася на шлюб за розрахунком запропонований їй батьком.
Сансеверина віддається принцові, щоб добитися звільнення племінника. Потім, змирившись з тим, що доведеться жити без нього, виходить заміж за Моску й від'їжджає з Парми. У князівстві розгорається революція. Палла вбиває князя; Рассі, призначений Першим міністром, відновлює порядок. Фабриціо наносить останній візит Клелії. Вони кохають одне одного вперше і востаннє в житті. Після цього Фабриціо на усе життя, що залишилося, вирушає в монастир.

## У ролях
| • Жерар Філіп      | … | Фабриціо дель Донго |
| • Рене Фор         | … | Клелія Конті        |
| • Марія Казарес    | … | Сансеверина         |
| • Люсьєн Коедель   | … | Рассі               |
| • Марія Мічі       | … | Марієтта            |
| • Луї Салу         | … | Ернестj IV          |
| • Луї Сеньє        | … | Грілло              |
| • Тулліо Кармінаті | … | граф Моска          |
| • Енріко Глорі     | … | Джилетті            |
| • Аттіліо Доттезіо | … | Ферранте Палла      |
| • Клаудіо Гора     | … |                     |

## Знімальна група
- Автори сценарію — П'єр Вері, П'єр Жанн, Крістіан-Жак за романом Стендаля «Пармський монастир» (1839)
- Режисер-постановник — Крістіан-Жак
- Продюсер — Андре Польве
- Виконавчі продюсери — Франко Мальї, Фред Орейн
- Оператори — Ніколя Айєр, Ромоло Гарроне
- Композитор — Ренцо Росселліні
- Монтаж — Жак Дезаньйо, Джулія Фонтана
- Художник-постановник — Жан Д'Обонн
- Художник по костюмах —Жорж Анненков
- Художник-декоратор — Оттавіо Скотті
- Звук — Жозеф де Бретань, Жак Лебретон

## Нагороди та номінації
| Список нагород та номінацій         | Список нагород та номінацій | Список нагород та номінацій                              | Список нагород та номінацій          | Список нагород та номінацій | Список нагород та номінацій |
| Кінопремія                          | Рік                         | Категорія                                                | Номінант(и)                          | Результат                   |                             |
| ----------------------------------- | --------------------------- | -------------------------------------------------------- | ------------------------------------ | --------------------------- | --------------------------- |
| Міжнародний кінофестиваль у Локарно | 1948                        | Приз за найкращу операторську роботу — чорно-білий фільм | Ніколя Айєр, Г.Р Альдо, Акізе Бріцці | Перемога                    |                             |